# Justus Menius

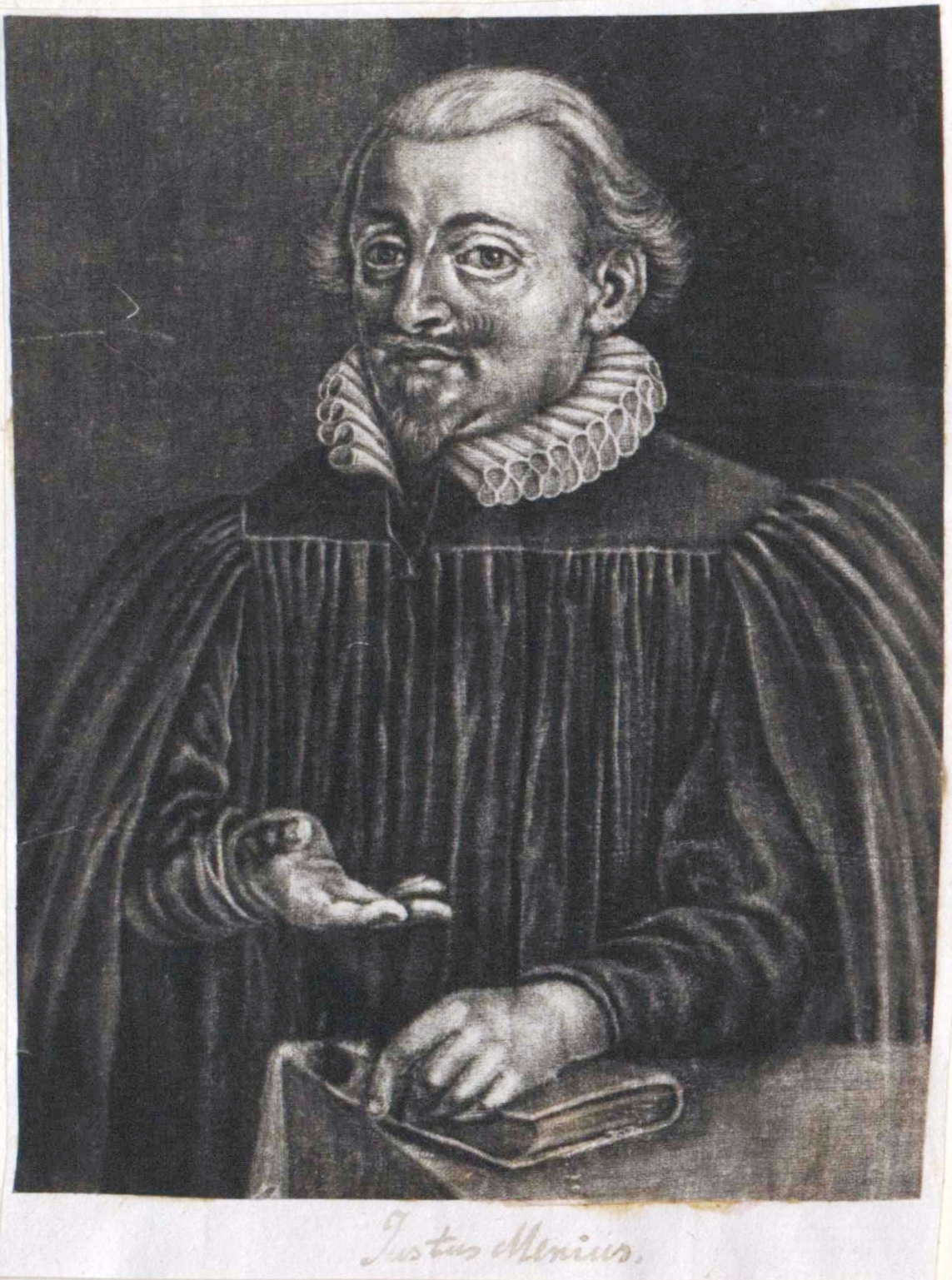
Justus Menius

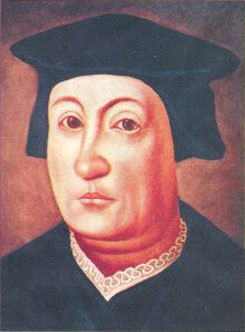
Justus Menius

Justus Menius, auch Jodocus Mening, (* 18. Dezember 1499 in Fulda; † 11. August 1558 in Leipzig) war ein deutscher evangelischer Theologe und Reformator Thüringens.

## Leben und Wirken
Menius wurde als Sohn des Jost Menige und der aus Gotha stammenden Elisabeth Ranis geboren. Bereits früh erkannte man seine Begabung, schickte ihn in die Klosterschule Fulda, er trat dann dem Erfurter Franziskanerorden bei und immatrikulierte sich zu Ostern 1514 an der Universität Erfurt. Hier fand er Zugang zu dem Humanistenkreis um Eobanus Hessus. Er schloss Freundschaft mit Joachim Camerarius d. Ä., von dem er Kenntnis der griechischen Sprache erlangte. Bereits 1515 wurde er Baccalaureus und erwarb 1516 den akademischen Grad des Magisters der sieben freien Künste. Daraufhin kehrte er nach Fulda zurück und unternahm eine Italienreise nach Rom.
1519 immatrikulierte er sich an der Universität Wittenberg, wo er bei Philipp Melanchthon und Martin Luther Vorlesungen hörte. In Wittenberg erlebte er die Auswirkungen der Reformation und begeisterte sich dafür. 1523 wurde er Vikar und Diakon in Mühlberg. Während seines Vikariats freundete er sich mit Friedrich Myconius an, zu dem er zeitlebens eine enge Freundschaft hatte. Er begann seine Predigten im lutherischen Sinne auszuführen und musste infolge auftretender Streitigkeiten 1525 nach Erfurt zurückkehren.
Neben Johannes Lange wirkte er für die Festigung der Reformation in Erfurt. Ursprünglich hegte er die Absicht, eine Schule in Erfurt zu gründen. Jedoch als der Bauernkrieg ausbrach, übernahm er ein Predigeramt in der Erfurter Thomaskirche. Besondere Kämpfe musste er dabei in dieser Angelegenheit mit dem Guardian des Erfurter Franziskanerklosters, Konrad Klinge, ausstehen.
Weil der Rat der Stadt die Rechtmäßigkeit seiner Ausführungen bestritt, wechselte Menius im August 1528 nach Gotha. Zunächst übernahm er eine Lehrtätigkeit, wurde jedoch von Friedrich Myconius für theologische Aufgaben gewonnen. So nahm er an den von Martin Luther initiierten Kirchenvisitationen 1528/29 in Thüringen teil und trug dabei die größte Last. Auch an späteren Visitationen 1533 und 1541 in Thüringen nahm er teil. Visitationen 1539 im albertinischen Anteil Thüringens führten dazu, dass auch dort die Reformation eingeführt wurde. Des Weiteren wurde er zur Neuordnung des Kirchenlebens in Mühlhausen hinzugezogen und war während seiner zweijährigen Wirkungszeit Pfarrer an der Divi-Blasii-Kirche. Auch wurde er 1545 in Schwarzburg und Naumburg zu Kirchenvisitationen hinzugezogen.
Im März 1529 wurde er als Diakon in Eisenach eingesetzt und nach seiner Beteiligung am Marburger Religionsgespräch zum Superintendenten erhoben. In seinem Amt wirkte er bei der Ausgestaltung des evangelischen Kirchenwesens mit, vornehmlich bei der Abwehr täuferischer Bewegungen. Wie hoch er geschätzt wurde, zeigt auch die Tatsache, dass er zu weiteren wichtigen Verhandlungen wie der Wittenberger Konkordie 1536 und dem Konvent in Schmalkalden 1537 gerufen wurde.
Als Beobachter wirkte er am Hagenauer Religionsgespräch und Wormser Religionsgespräch mit. So verwundert es nicht, dass er nach dem Tode von Myconius als Superintendent in Gotha berufen wurde. Aus Krankheitsgründen gab er 1552 seine Superintendentur in Eisenach an Nikolaus von Amsdorf ab. Der aus breiter Quellenlage als friedliebender und gerechtigkeitssinniger Mann geschilderte Menius interessierte sich vielseitig und arbeitete beständig an seinen Anschauungen. Vor allem lag ihm die Entwicklung des Schulwesens am Herzen. Hingegen ging er in der Bekämpfung der Täuferbewegung rigoros vor. In den Verhören verhafteter Täufer ordnete er immer wieder die Folter an, um diese zur Abkehr ihres Glaubens zu bewegen. Wenn diese nicht erfolgte, setzte er sich für deren Hinrichtungen ein. Menius geriet in diesem Zusammenhang in Gebieten, die von Kursachsen und Hessen gemeinsam regiert wurden, immer wieder in Konflikt mit dem hessischen Landgrafen Philipp, der es ablehnte, Täufer hinrichten zu lassen.
Nach dem Schmalkaldischen Krieg wandte sich Menius entschieden gegen das Augsburger Interim und verfasste 1549 die Weimarsche Konfession für die Söhne des gefangen gehaltenen einstigen Kurfürsten Johann Friedrich I. von Sachsen. Zunächst hielt er sich aus den Streitigkeiten zwischen den Gnesiolutheranern und den Philippisten heraus. Stattdessen führte er 1550 Disputationen mit Georg Merula über das Erfordernis des Exorzismus bei der Taufhandlung. 1552 trat er jedoch bereitwillig als Kritiker der Rechtfertigungslehre des Andreas Osiander auf. Damit verwickelte er sich direkt in den Osiandrischen Streit und bezog die Position der Philippisten. Er war daher als Mitglied einer sächsischen Gesandtschaft von April bis September 1553 in Königsberg, um Albrecht I. von Brandenburg-Ansbach zur Abkehr vom Osiandrismus zu bewegen, was ohne Erfolg blieb.
In der Folge des Bekenntnisses zum Philippismus entbrannte ein heftiger Streit. Als Menius gemeinsam mit Amsdorf, Johann Stoltz und Erhard Schnepf 1554 erneut zur thüringischen Kirchenvisitation gerufen wurde, bekam diese Einstellung Prägnanz. Amsdorf forderte von Menius, bestimmte Bücher als adiaphoristisch und maioristisch zu verurteilen. Dies lehnte er jedoch ab, was ihn verdächtig machte. So trat auch Matthias Flacius als sein Gegner auf, als er in einer Predigt das neue Leben als „notwendig für die Seligkeit“ bezeichnete. Er wurde des Amtes enthoben und ging, um weiteren Anfeindungen zu entgehen, nach Langensalza.
1556 war er bereit zurückzukehren, wenn der Herzog Johann Friedrich II. von Sachsen ihn vor seinen Widersachern schützte und ihm den Verkehr mit seinen „lieben Präzeptoren“ in Wittenberg freigab. Zwar wurde er auch wieder in sein Amt eingesetzt, da er auf dem Eisenacher Konvent in seiner Rede von der Heilsnotwendigkeit „abstractive et de idea“ geduldet wurde. Da der Kanzler Christian Brück aber nur eine unzureichende Antwort auf seine Forderung gab, nahm er auf Melanchthons Vermittlung die Berufung an die Thomaskirche in Leipzig an.
Dies brachte jedoch keine Beruhigung der Lage. Vor allem Flacius warf ihm Missverständnisse in der lutherischen Lehre vor, so dass ein theologisch geführter Literatenstreit entstand. So hielt er ihm Missverständnisse in der Rechtfertigungslehre vor. Flacius schrieb 1557 eine Schrift Die alte und die newe Lehr Justi Menii. Menius antwortete mit dem Bericht der Bittern warheit 1558. Mitten in dieser Kontroverse starb er am 11. August 1558 in Leipzig.
Menius veröffentlichte zahlreiche Übersetzungen von lateinischen Schriften Luthers und Melanchthons. Seine eigenen Arbeiten entstammen immer seinen konkreten Aufgabenbereichen. Waren es zuerst Streitschriften gegen die katholischen Vertreter in Erfurt und gegen die radikal-reformatorische Täuferbewegung, so schwieg er auch nicht zu innerprotestantischen Streitfragen. Seine Predigten und erbaulichen Schriften wurden gern gelesen.

## Familie
Menius war zweimal verheiratet. Seine erste Ehe schloss er um 1523 wahrscheinlich in Mühlberg bei Gotha mit einer gewissen Elsa, deren Nachname sich bisher nicht ermitteln ließ. Seine zweite Ehe ging er in Eisenach mit Margarita († 29. Januar 1548), der Witwe des Friedrich Myconius und der Tochter des Barthel Jaeck, ein. Von den Kindern kennt man:
- Justinus (* 7. November 1524 in Mühlberg) fürstlich sächsischer Amtsvorsteher in Gotha
- Eusebius (* 19. Januar 1527 in Erfurt)[2]
- Elisabeth (* 1532; † 9. September 1552 in Halle (Saale)) verh. mit Sebastian Boetius
- Anastasia heiratet am 28. August 1564 in Wittenberg den Diakon Georg Schönborn
- Georg (* vor 1535 in Eisenach)
- Timotheus (* Eisenach um 1535)
- August Menius (* 1543 in Eisenach; † 1599 in Dahme), 1575 Superintendent in Dahme

## Schriften
(mit VD 16-Nummern)
- In was Glauben vnd Meynung die Kyndlein zur heyligen Tauff zu forddern seyen, Erfurt 1525 (VD 16: M 4570).
- Vnterricht Fur die so das Hochwirdig Sacrament des Altars entpfahen woellen, Erfurt 1526 (VD 16: M 4582).
- Widder den Hochberumbten Barfußer zu Erffurt, D. Cunrad Klingen, Wittenberg 1527 (VD 16: M 4598).
- Kommentarius über die Apostelgesch(ichte), 1527.
- Etlicher Gottlosen und widder christlichen lere von der Papistischen Messen, Wittenberg 1527 (VD 16: M 4568).
- Erynnerung was denen, so sich ynn Ehestand begeben, Wittenberg 1528 (VD 16: M 4567).
- An die hochgeborene Fürstin, Fraw Sibilla Hertzogin zu Sachsen Oeconomia christiana, das ist von christlicher hauszhaltung, Wittenberg 1529 (VD 16: M 4541).
- Der Widdertauffer lere und geheimnis aus heiliger schrifft widerlegt, Wittenberg 1530 (VD 16: M 4603).
- In Samuelis librum priorem Enarratio, Wittenberg 1532 (VD 16: M 4569).
- Ad Apologiam Iohannis Croti Rubeani Responsio amici, Wittenberg 1532 (VD 16: M 4536).
- Catechismus Justi Menij, Erfurt 1532 (VD 16: M 4572).
- Sepultura Lutheri, Magdeburg 1538 (VD 16: M 4578 und 4579)
- Von dem Geist der Widerteuffer, Wittenberg 1544 (VD 16: M 4587).
- Eine troestliche Predigt vber der Leich…Friederichen Mecums, Wittenberg 1546 (VD 16: M 4581).
- Der 128. Psalm vom heiligen Ehestande, Wittenberg 1550 (VD 16: B 3523).
- Von den Blutfreunden aus der Widertauff, Erfurt 1551 (VD 16: M 4588).
- Von der Notwehr vnterricht, Wittenberg 1547 (VD 16: M 4592).
- Vom Exorcismo, Wittenberg 1551 (VD 16: M 4586).
- Kurtzer auszug einer gottseligen Haushaltung, in: Nikolaus Gallus: Ein Kurtze Ordenliche summa der rechten Waren Lehre, Regensburg 1552 (Bearbeitung der Oeconomia christiana von 1529) (VD 16: M 4555).
- Censurae: … Vber die Bekendtnis Andreae Osiandri, Erfurt 1552 (VD 16: ZV 10866).
- Von der Gerechtigkeit die für Gott gilt. Wider die newe Alcumistische Theologiam Andreae Osiandri, Erfurt 1552 (VD 16: M 4591).
- Leichpredigt… Kurfuersten zu Sachsen etc. Johans Friederichs, Jena 1554 (VD 16: 4575).
- Von der Bereittung zum seligen Sterben, Erfurt 1556 (VD 16: M 4589).
- Kurtzer Bescheid … Auff den Vortrab Flacij Jllyrici, Wittenberg 1557 (VD 16: M 4573).
- Verantworttung Justi Menij Auff Matth. Flacij Jllyrici gifftige lesterung, Wittenberg 1557 (VD 16: M 4583).
- Bericht Der bittern Warheit IVSTI MENII, Wittenberg 1558 (VD 16: M 4563).